# Kéa (ø)
 For alternative betydninger, se Kea. (Se også artikler, som begynder med Kea)
Kéa er en klippeø i det græske øhav Kykladerne.
Kéa er 130 km² stor og har 2000 indbyggere.
Hovedbyen hedder Ioulis (Chóra) og har ca. 700 indbyggere, og ligger 300 meter over havet.
Øen har ingen lufthavn, så man må sejle til øen via Kythnos eller Lavrio på fastlandet, til havnebyen Korissia.
37°36′45″N 24°20′24″Ø / 37.6125°N 24.34°Ø